# Tysk Ny Guinea
Tysk Ny Guinea (tysk: Deutsch-Neuguinea) var et tysk protektorat der fungerede fra 1884 indtil 1914, hvor den faldt til Australien efter udbruddet af første verdenskrig. Det bestod af den nordøstlige del af Ny Guinea, og flere nærliggende øgrupper. Fastlandsdelen af det tyske Ny Guinea og nogle nærliggende øer i Bismarck øgruppen er nu en del af Papua Ny Guinea.
Den væsentligste del af det tyske Ny Guinea var Kaiser-Wilhelmsland, den nordøstlige del af Ny Guinea. Øerne øst for Kaiser-Wilhelmsland var omdøbt til Bismarck øgruppen (de tidligere Ny Britannia øerne) og de to største øer omdøbt Neu-Pommern (eller Ny Pommern i dag's Ny Storbritannien) og Neu-Mecklenburg (Ny Irland).
Med undtagelse af Tysk Samoa, dannede de tyske øer i det vestlige Stillehav 'Imperiale tyske Stillehavs protektorater'. Disse blev administreret som en del af det Tyske Ny Guinea og de omfattede Tysk Salomonøerne (Buka, Bougainville, og flere mindre øer), Carolineøerne Palau, Marianaøerne (med undtagelse af Guam), i Marshalløerne og Nauru.
Det samlede areal af tysk Ny Guinea var 249.500 km2 med 387.000 indbyggere. I Kejser Vilhelms land fandtes 1894 blot 55 europæere.
Fra 1885 til 1889 udøvede Ny Guineaøkompagniet højhedsretten over området, fra 1889 til 1892 overtog Kejserriget Tyskland selv højhedsretten, men 1892 blev denne på ny overdraget til kompagniet, og 1. april 1899 atter lagt under riget. I Friedrich Wilhelmshafen lå forvaltningens hovedsæde.
Koloniens økonomiske udvikling kom aldrig særlig langt. Jordbrug var hovednæringen (kokos, kautsjuk), det dyrkede areal var omkring 20.000 hektar. Forsøg med kaffe-, tobaks- og bomuldsdyrkning mislykkedes. Ris og majs dyrkedes til egne behov ved hjælp af indfødte fra Bismarck-arkipelaget, javanesere og kinesere.
Indførslen skønnedes 1910 til 976.000 mark, udførslen til 399.000 mark. Kolonien slog egne guld-, sølv-, bronze- og kobbermønter af samme værdi som de tyske rigsmønter.
De vigtigste havne var Friedrich Wilhelmshafen, Berlin- Finschhafen og Stephansort. Regelbunden dampskibstrafik havde kolonien med Sydney og Hongkong.
Tre protestantiske og to katolske missionsselskaber virkede blandt de indfødte.